# لويس بيير فيو
لويس بيير ڤيّو (بالفرنسية: Louis Pierre Vieillot)‏ (مواليد 10 مايو 1748 في إيفتو – وفيات 24 أغسطس 1830 في سوتفيل ليه روان) هو عالم طيور فرنسي. ڤيّو هو أول عالم طيور يقدم دراسة حول التغيرات في ريش الطيور وأول من يكتب دراسة حول حياتها.